# 河西街5号叶氏宅
河西街5号叶氏宅，位于江苏省扬州市仪征市真州镇大码头街区的河西街5号，是一处仪征市文物保护单位，依然有人居住。

## 建筑
河西街5号叶氏宅为仪征市现存体量最大的晚清民国民居建筑，坐西朝东，前后共有六进，共48间。建筑面积740平方米。第三、四进为两层雕花楼，第五、六进为两层跑马楼式住宅，雕刻精美。　

## 保护
2009年6月，河西街5号叶氏宅公布为第二批仪征市文物保护单位，编号2-10。